# Teke-Tsaayi
Teke-Tsaayi (auch Getsaayi, Tsaya, Tsaye und Tsayi) ist eine Bantusprache und wird von circa 129.500 Menschen in der Republik Kongo und in Gabun gesprochen.
Sie ist in der Republik Kongo im Norden des Departements Lékoumou östlich von Mossendjo mit circa 95.900 Sprechern und in Gabun mit circa 33.600 Sprechern verbreitet.

## Klassifikation
Teke-Tsaayi bildet mit den Sprachen Ngungwel, Tchitchege, Teke, Teke-Eboo, Teke-Fuumu, Teke-Laali, Teke-Nzikou, Teke-Kukuya, Teke-Tege, Teke-Tyee und Yaka die Teke-Gruppe. Nach der Einteilung von Malcolm Guthrie gehört Teke-Tsaayi zur Guthrie-Zone B70.
76 % des Wortschatzes weisen Gemeinsamkeiten mit dem Wortschatz von Teke-Tyee auf und 80 % mit dem von Teke-Kukuya.